# Jean Castex
Jean Castex (izgovorjava: [ʒɑ̃ kastɛks], * 25. junij 1965, Vic-Fezensac, Francija.
Castex je bil s strani predsednika Emmanuela Macrona 3. julija 2020 imenovan na mesto predsednika vlade Francije. Do leta 2020 je bil član republikancev (LR), nato pa se je pridružil Macronovi La République En Marche! (LREM). Castex je bil dvanajst let župan Pradesa, majhnega mesta v južni Franciji. Funkcijo je opustil, ko je bil imenovan na mesto premierja.

## Politična kariera
Leta 2000 je bil izvoljen za župana v Prades, Pyrénées-Orientales, med letoma 2010 in 2011 pa služil pod zdravstvenim ministrom Xavierjem Bertrandom kot načelnik štaba na François Fillonovem ministrstvu  Na mestu generalnega sekretarja Elizejske oblasti pod predsednikom Nicolasom Sarkozyjem je med letoma 2011 in 2012 nasledil Raymonda Soubieja.
Na lokalni ravni je bil Castex od leta 2010 do 2015 deželni svetnik Languedoc-Roussillona, od leta 2015 pa je služil kot svetnik predela Pyrénées-Orientes.
Septembra 2017 je bil Castex imenovan za medresorskega delegata na olimpijskih igrah in paraolimpijskih igrah leta 2024; imenovan je bil tudi za predsednika Nacionalne agencije za šport. 2. aprila 2020 je bil imenovan za koordinatorja postopne opustitve omejitev, ki so bila v Franciji izvedene med pandemijo COVID-19.
Castex je bil član Republikancev do začetka leta 2020, kjer je veljal za družbeno konzervativnega. Po odstopu Édouarda Philippeja 3. julija 2020 je predsednik Francije Emmanuel Macron na mesto predsednika vlade postavil Castexa. Njegovo imenovanje je bilo opisano kot "podvojitev poti, ki se v ekonomskem smislu pogosto šteje za desnosredinsko". Castex je svojo vlado imenoval 6. julija.

## Osebno življenje
Castex govori z jugozahodnim francoskim naglasom. Poročen je s Sandro Ribelaygue; imata štiri hčere.
Je tekoči govorec katalonščine in velja za zagovornika katalonske identitete v južni Franciji in drugih regionalnih prostorih. Prijateljuje z nekdanjim sindikalnim voditeljem Jean-Claudeom Maillyjem in zdravnikom Patrickom Pellouxom, nekdanjim kolumnistom pri Charlie Hebdoju.

## Odlikovanja
| Trak | Odlikovanje                              | Datum                          |
| ---- | ---------------------------------------- | ------------------------------ |
|      | Vitez Legije časti                       | 2020                           |
|      | Veliki križ nacionalnega reda za zasluge | 2020 (ex officio) 2006 (vitez) |